# Río Mulianka
El Mulianka (del ruso: Муля́нка) es un río pequeño en Rusia, un tributario izquierdo del río Kama. Atraviesa la ciudad de Perm. La proximidad de la industria de la ciudad tiene una influencia pesada en la ecología del río.
La longitud de Muliánka es 52 kilómetros. Muliánka tiene 35 tributarios; el más grande de ellos es su tributario izquierdo, Pyzh.